# Spagna
Spagna (pseudoniem van Ivana Spagna, Valeggio sul Mincio, 16 december 1956) is een Italiaanse zangeres en tekstschrijfster.

## Carrière
Ivana Spagna begon haar carrière met het zingen in het Engels in het begin van de jaren 80 toen ze samen met Angela Parisi het popduoproject Fun Fun vormde, waarvoor ze ook alle teksten schreef. Verder schreef ze songteksten voor vele andere discoprojecten (waaronder het Boney M nummer Happy Song uit 1984), en in 1986 startte ze een solocarrière.
Haar eerste solo-single „Easy Lady“ (1986) was een hit in heel Europa. In 1987 bracht ze haar tweede hitsingle uit: „Call Me“. Deze single bereikte de eerste plaats in de Europese hitlijsten. In Italië en Engeland bereikte de single een tweede plaats in de hitparades, terwijl de single in de Verenigde Staten de dertiende plaats bereikte in de U.S. Billboard Dance Chart.
Haar eerste album, Dedicated To The Moon, werd uitgebracht in hetzelfde jaar en werd meer dan 500.000 keer verkocht.
Na een kleine hit te hebben gescoord met de single „Every Girl And Boy“ in Groot-Brittannië en een dance-rockalbum, You Are My Energy in 1988, verhuist Ivana Spagna naar de V.S. waar zij in Santa Monica Californië aan haar nieuwe album No Way Out werkt (1991). Dit album bevatte een lied dat geschreven is door Diane Warren („There's A Love“) en de twee singles "Love At First Sight en "Only Words". Het album bereikte de vijfde plaats in de Italiaanse hitlijsten en werd platina met meer dan 100.000 verkochte exemplaren.
In 1993 keerde Spagna terug naar Europa, en nam ze het album Matter Of Time op. Dit album bevatte de twee succesvolle eurodance singles "Why Me" (nummer 10 in Italië) en "I Always Dream About You" (nummer 5 in Italië).
In 1995, na de release van haar laatste dancehit ("Lady Madonna", nummer 4 in Italië), startte ze met zingen in het Italiaans. Na het bereiken van een groot succes in Italië met de Italiaanse versie van Elton Johns Circle of Life (Il cerchio della vita), de Italiaanse soundtrack van Disney's De Leeuwenkoning, nam ze deel aan het Festival van San Remo, het belangrijkste Italiaanse liedjesfestival, waar ze in 1995 derde werd met het lied „Gente Come Noi“. Haar eerste album in het Italiaans,  Siamo in due , verkocht meer dan 350.000 exemplaren en werd het bestselling album van een vrouwelijke artiest in Italië dat jaar.
Vanaf 1995 bracht Spagna vele succesvolle albums in het Italiaans uit (inclusief grote hits zoals „Siamo in due“, „E io penso a te“, „Lupi solitari“, „Indivisibili“, „Dov'eri“, „Il bello della vita-World Cup Song“ en „Con il tuo nome“). tot 2003 stond ze onder contract bij Sony Music, waarna nadat ze dit label had verlaten weer in het Engels ging zingen, een contract bij het onafhankelijke Zwitserse platenlabel B&G tekende, en het album Woman, een dans-pop album met acht nieuwe nummers in het Engels, twee in het Spaans en een in het Frans opnam. Het album bracht drie singles voort: Never Say You Love Me, Woman en Do It With Style. In 2004 werd een remix van "Easy Lady" uitgebracht.
Spagna's albums en singles zijn in totaal meer de 10 miljoen keer verkocht wereldwijd. Voor deze mijlpaal heeft Ivana Spagna in 2006 de "Disco d'oro alla carriera" (Gouden carrière award) van de Italiaanse Muziekindustrie Federatie (FIMI) gekregen.
In februari 2006 nam Ivana Spagna weer deel aan het Festival van Sanremo met het lied Noi Non Possiamo Cambiare. En in mei 2006 werd ze derde in het Italiaanse reality televisieprogramma Music Farm.
In februari 2009 kwam het EP-project  Lola & Angiolina Project  uit. Een samenwerking met de Italiaanse rockster Loredana Bertè. De eerste single van deze EP was de rockballad  Comunque vada .

## Trivia
Ivana Spagna trouwde in 1992, en vroeg al na zeven dagen de scheiding aan.

## Discografie
|  | - Mamy Blue (1970, Italiaans) - Dedicated To The Moon (1987, Engels) - You Are My Energy (1988, Engels) - No Way Out (1991, Engels) - Spagna & Spagna: Greatest Hits (1993, Engels - compilatie) - Matter Of Time (1993, Engels) - Siamo In Due (1995, Italiaans) - Lupi Solitari (1996, Italiaans) - Indivisibili (1997, Italiaans) - E che mai sarà: le mie più belle canzoni (1998, Italiaans - compilatie) - Domani (2000, Italiaans) - La nostra canzone (2001, Italiaans) - Woman (2002, Engels) - L'arte di arrangiarsi (2004, Italiaans) - Diario Di Bordo (2005, Italiaans) - Diario di bordo - Voglio sdraiarmi al sole (2006, Italiaans) - Lola6Angiolina project (2009, Italiaans, met Loredana è) |